# حسین علا حسین
حسین علا حسین (انگلیسی: Hussein Alaa Hussein؛ زادهٔ ۴ اوت ۱۹۸۷) یک بازیکن فوتبال اهل عراق است.
وی همچنین در تیم ملی فوتبال عراق بازی کرده است.